# Jouet-sur-l’Aubois
Jouet-sur-l’Aubois település Franciaországban, Cher megyében. Lakosainak száma 1306 fő (2022. január 1.). Jouet-sur-l’Aubois Cours-les-Barres, Marseilles-lès-Aubigny, Menetou-Couture, Torteron és Germigny-sur-Loire községekkel határos.

## Népesség
A település népessége az elmúlt években az alábbi módon változott:
| Lakosok száma | 1551 | 1488 | 1395 | 1521 | 1416 | 1366 | 1348 | 1322 | 1317 | 1306 |
|               | 1968 | 1982 | 1990 | 2006 | 2013 | 2015 | 2017 | 2019 | 2020 | 2022 |